# Modale (Iowa)
Modale – miasto w Stanach Zjednoczonych, w stanie Iowa, w hrabstwie Harrison. Zgodnie ze spisem statystycznym z 2000 roku, miasto liczyło 303 mieszkańców.